# Edoardo Rovida
Edoardo Rovida (* 26. August 1927 in Alessandria) ist ein ehemaliger Diplomat des Heiligen Stuhls.

## Leben

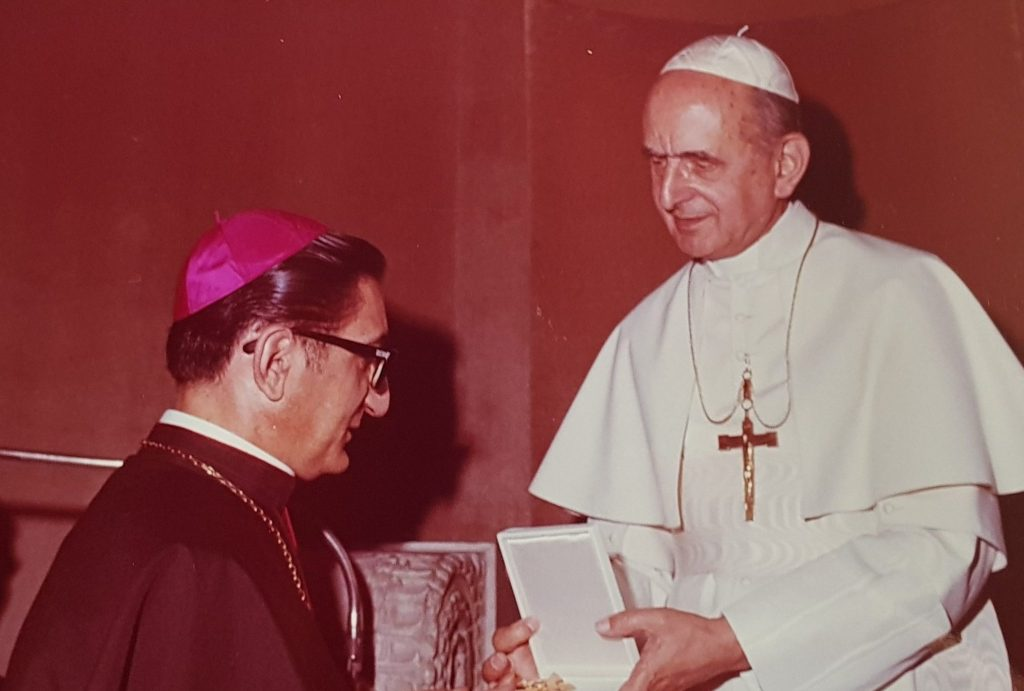
Erzbischof Edoardo Rovida (links) bei Papst Paul VI. (1. Januar 1975)

Erzbischofswappen

Edoardo Rovida empfing am 29. Juni 1950 die Priesterweihe und wurde in den Klerus des Bistums Alessandria inkardiniert. Papst Paul VI. ernannte ihn am 31. Juli 1971 zum Titularerzbischof von Tauromenium und zum Apostolischen Nuntius in Panama. 
Die Bischofsweihe spendete ihm Kardinalstaatssekretär Jean-Marie Kardinal Villot am 10. Oktober desselben Jahres; Mitkonsekratoren waren Giovanni Benelli, Offizial des Staatssekretariates, und Giuseppe Almici, Bischof von Alessandria. 
Am 13. August 1977 wurde er zum Apostolischen Pro-Nuntius in Zaire und am 7. März 1981 zum Ständigen Vertreter des Heiligen Stuhls beim Büro der Vereinten Nationen in Genf ernannt. Am 26. Januar 1985 wurde er zum Apostolischen Nuntius in der Schweiz und am 7. März 1987 zum Apostolischen Nuntius in Liechtenstein ernannt. Am 15. März 1993 wurde er zum Apostolischen Nuntius in Portugal ernannt.
Sein altersbedingtes Rücktrittsgesuch nahm Papst Johannes Paul II. am 12. Oktober 2002 an.